# Eishockey-Weltmeisterschaft der Herren 2014
Die 78. Eishockey-Weltmeisterschaften der Herren der Internationalen Eishockey-Föderation IIHF waren die Eishockey-Weltmeisterschaften des Jahres 2014. Insgesamt nahmen zwischen dem 5. April und dem 25. Mai 2014 46 Nationalmannschaften an den sechs Turnieren der Top-Division sowie der Divisionen I bis III teil.
Das Turnier der Top-Division mit 16 Nationalmannschaften fand vom 9. bis 25. Mai 2014 in der belarussischen Hauptstadt Minsk statt und wurde von Russland gewonnen. Die weiteren Turniere fanden im April in Goyang, Vilnius, Belgrad, Jaca und Kockelscheuer statt.

## Teilnehmer, Austragungsorte und -zeiträume
- Top-Division: 9. bis 25. Mai 2014 in Minsk, Belarus
Teilnehmer:  Belarus,  Dänemark,  Deutschland,  Finnland,  Frankreich,  Italien (Aufsteiger),  Kanada,  Kasachstan (Aufsteiger),  Lettland,  Norwegen,  Russland,  Schweden (Titelverteidiger),  Schweiz,  Slowakei,  Tschechien,  USA

- Division I
  - Gruppe A: 20. bis 26. April 2014 in Goyang, Südkorea
Teilnehmer:  Japan,  Österreich (Absteiger),  Slowenien (Absteiger),  Südkorea,  Ukraine (Aufsteiger),  Ungarn
  - Gruppe B: 20. bis 26. April 2014 in Vilnius, Litauen
Teilnehmer:  Großbritannien (Absteiger),  Kroatien (Aufsteiger),  Litauen,  Niederlande,  Polen,  Rumänien

- Division II
  - Gruppe A: 9. bis 15. April 2014 in Belgrad, Serbien
Teilnehmer:  Australien,  Belgien,  Estland (Absteiger),  Island,  Israel (Aufsteiger),  Serbien
  - Gruppe B: 5. bis 11. April 2014 in Jaca, Spanien
Teilnehmer:  Volksrepublik China,  Mexiko,  Neuseeland,  Spanien (Absteiger),  Südafrika (Aufsteiger),  Türkei

- Division III: 6. bis 12. April 2014 in Kockelscheuer, Luxemburg
  - Teilnehmer:  Bulgarien (Absteiger),  Georgien,  Hongkong (erste Teilnahme seit 1987),  Luxemburg,  Nordkorea,  Vereinigte Arabische Emirate

Die letztjährigen Division-III-Teilnehmer  Irland und  Griechenland sowie die  Mongolei als Teilnehmer am Qualifikationsturnier zur Division III meldeten keine Mannschaft für die diesjährige Weltmeisterschaft.

## Modus
In der Top-Division qualifizieren sich die vier besten Mannschaften jeder Gruppe direkt für das Viertelfinale. Die Gesamtanzahl der Spiele beträgt 64 Partien.
In den Divisionen I und II werden die jeweils zwölf Mannschaften qualitativ in je zwei Gruppen zu sechs Teams aufgeteilt. Dies geschieht auf Grundlage der Abschlussplatzierungen der Weltmeisterschaften des Jahres 2013. Die Division III wird in einer Gruppe mit fünf Mannschaften spielen.
Aus der Top-Division steigen die beiden Letzten der zwei Vorrundengruppen in die Division I A ab. Aus selbiger steigen die beiden Erstplatzierten zum nächsten Jahr in die Top-Division auf, während der Sechstplatzierte in die Division I B absteigt. Im Gegenzug steigt der Gewinner der Division I B in die Division I A auf. Aus der Division I B steigt ebenfalls der Letzte in die Division II A ab. Die Aufstiegsregelung der Division I B mit einem Auf- und Absteiger gilt genauso für die Divisionen II A und II B.

## Top-Division
Die Weltmeisterschaft der Top-Division wurde vom 9. bis zum 25. Mai 2014 in der belarussischen Hauptstadt Minsk ausgetragen. Gespielt wurde in der Minsk-Arena (15.000 Plätze) sowie der Tschyschouka-Arena mit 9.614 Plätzen.

### Vergabe
Die Bewerbung Belarus’ setzte sich auf dem Jahreskongress des Eishockey-Weltverbandes IIHF am 8. Mai 2009 im schweizerischen Bern mit 75 Stimmen gegen die von Ungarn (24 Stimmen), Lettland (3) und der Ukraine (3) durch.
| Bewerber | Stimmen | Anteil (in %) |
| Belarus  | 75      | 71            |
| Ungarn   | 24      | 23            |
| Lettland | 3       | 3             |
| Ukraine  | 3       | 3             |

Belarus hatte sich erfolglos für die Ausrichtung der Weltmeisterschaften 2010 und 2013 beworben. Das Land richtete 2014 erstmals eine Weltmeisterschaft aus, die Spiele fanden in zwei Arenen in der Hauptstadt Minsk statt. Die Hauptspielstätte war die Minsk-Arena, die im Dezember 2009 mit 15.000 Plätzen eröffnet wurde. Die zweite Arena war die Tschyschouka-Arena, deren Bau im Juni 2009 begonnen hatte und die Platz für 9.614 Zuschauer bietet.
Ungarn bewarb sich bereits zum vierten Mal in Folge um die Weltmeisterschafts-Ausrichtung. Die Austragungsorte sollten die Papp László Budapest Sportaréna in der Hauptstadt Budapest mit 12.500 Plätzen sowie die Alba Arena in Székesfehérvár mit 7.500 Plätzen sein.
Nach der Ausrichtung im Jahr 2006 bewarb sich Lettland wieder um eine Weltmeisterschaft. Beide Austragungsorte hätten sich in der Hauptstadt Riga befunden: die Arena Riga (10.300 Plätze) und eine neu zu errichtende Arena mit 9.614 Plätzen, die im Jahr 2011 fertiggestellt werden sollte.
Erstmals um eine WM-Ausrichtung bewarb sich die Ukraine. Auch hier sollten alle Spiele in der Hauptstadt Kiew stattfinden, zum einen in einer Arena mit 12.000 Plätzen, die bis 2012 errichtet werden sollte, zum anderen im Sportpalast Kiew mit 5.500 Plätzen, der 2009 eröffnet wurde.
Die Vergabe der Weltmeisterschaft nach Belarus wurde zeitweise kontrovers diskutiert, insbesondere nachdem im Dezember 2010 viele belarussische Oppositionelle verhaftet worden waren. Unter anderem wandten sich mehrere Mitglieder des Europäischen Parlaments an die Internationale Eishockey-Föderation IIHF und forderten den Verband auf, die Vergabe der WM zurückzuziehen, solange es in Belarus politische Gefangene gibt. Nach der Hinrichtung zweier wegen des Terroranschlags auf die Minsker U-Bahn Verurteilter im März 2012 flammte die Debatte über eine mögliche Verlegung der Weltmeisterschaft erneut auf. Mehrere deutsche Politiker, unter anderem die Vorsitzende des Sportausschusses im Bundestag Dagmar Freitag, erklärten im April 2012 ihre Unterstützung für das Vorhaben, die Welttitelkämpfe in ein anderes Land zu vergeben. Demgegenüber erklärte die IIHF, es bleibe bei der Entscheidung, die Weltmeisterschaft in Belarus auszutragen. Da es beim Verbandskongress der IIHF in Helsinki im Mai 2012 keine Diskussion und keine Abstimmung über eine Verlegung des Turniers gab, fand das Turnier wie geplant in Belarus statt.

### Teilnehmer
Am Turnier nahmen die besten 14 Mannschaften der Vorjahres-Weltmeisterschaft sowie die beiden Erstplatzierten des Turniers der Division IA des Vorjahres teil:
| 1 aus Asien       | Kasachstan (Aufsteiger aus der Division IA) | Kasachstan (Aufsteiger aus der Division IA) | Kasachstan (Aufsteiger aus der Division IA) | Kasachstan (Aufsteiger aus der Division IA) |
| 13 aus Europa     | Belarus (Gastgeber)                         | Dänemark                                    | Deutschland                                 | Finnland                                    |
| 13 aus Europa     | Frankreich                                  | Italien (Aufsteiger aus der Division IA)    | Lettland                                    | Norwegen                                    |
| 13 aus Europa     | Russland                                    | Schweden (Titelverteidiger)                 | Schweiz                                     | Slowakei                                    |
| 13 aus Europa     | Tschechien                                  |                                             |                                             |                                             |
| 2 aus Nordamerika | Kanada                                      | Kanada                                      | USA                                         | USA                                         |

Gruppeneinteilung

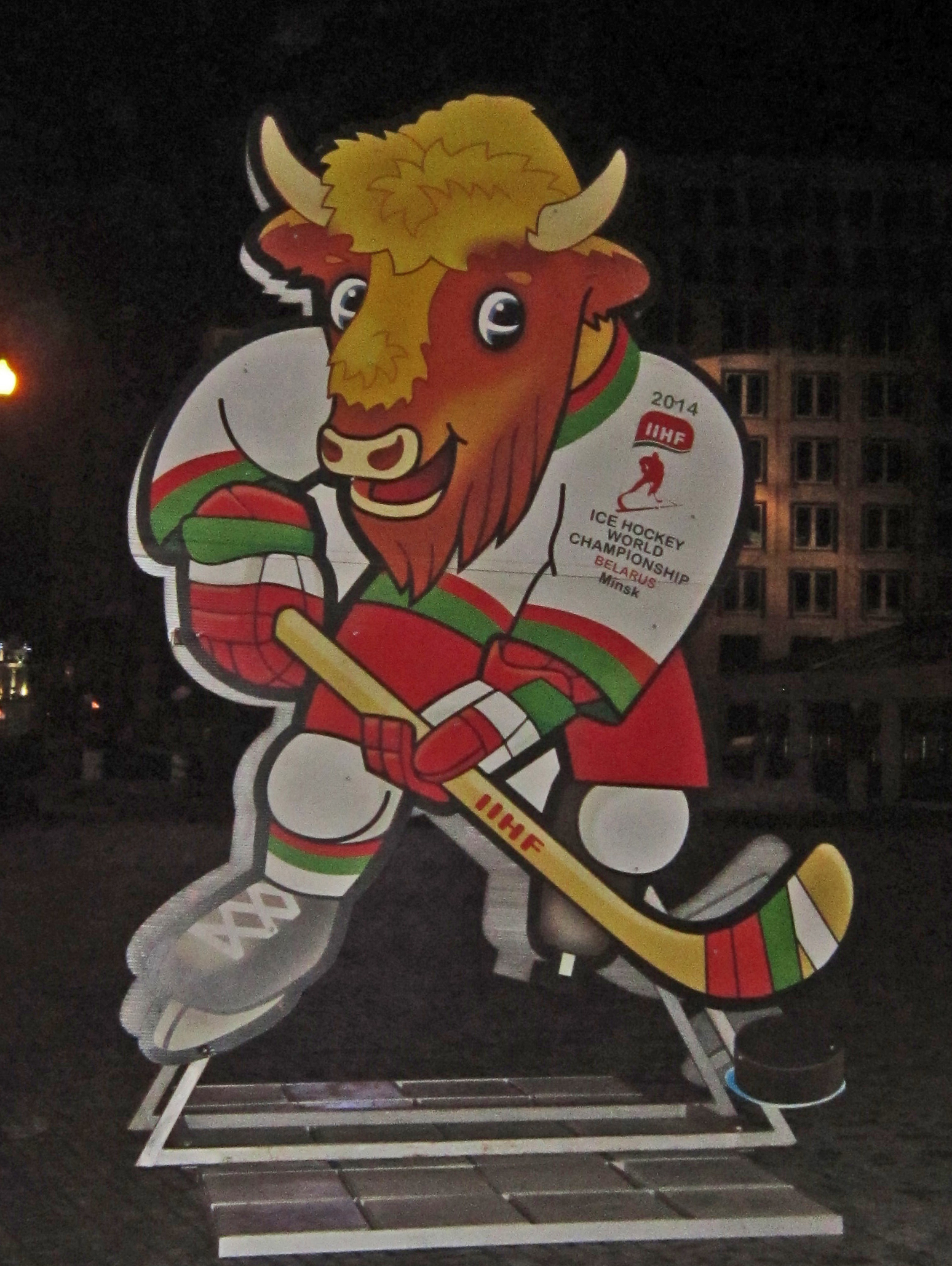
Volat – das Maskottchen der WM 2014

Die Gruppeneinteilung der Vorrunde wurde auf Basis der nach Abschluss der Weltmeisterschaft 2013 aktuellen IIHF-Weltrangliste festgelegt.
| Gruppe A        | Gruppe B         |
| Schweden (1)    | Finnland (2)     |
| Tschechien (4)  | Russland (3)     |
| Kanada (5)      | USA (6)          |
| Slowakei (8)    | Schweiz (7)      |
| Norwegen (9)    | Deutschland (10) |
| Dänemark (12)   | Lettland (11)    |
| Frankreich (13) | Belarus (14)     |
| Italien (18)    | Kasachstan (16)  |

* In Klammern ist der jeweilige Weltranglistenplatz angegeben.

### Modus
Das 17-tägige Weltmeisterschaftsturnier wird in zwei Phasen – Vorrunde und Finalrunde – gegliedert.
Die 16 Teams spielen nach ihrer Weltranglistenplatzierung zunächst in zwei Gruppen à acht Teams eine Vorrunde (Preliminary Round). Dabei werden für einen Sieg nach regulärer Spielzeit von 60 Minuten drei, für einen Sieg in der maximal fünfminütigen Verlängerung oder im Penaltyschießen zwei und für eine Niederlage in der Verlängerung oder im Penaltyschießen ein Punkt vergeben. Bei Punktgleichheit zwischen zwei Teams entscheidet der direkte Vergleich. Sind mehr als zwei Mannschaften punktgleich, entscheiden folgende Kriterien:
1. Anzahl Punkte aus den Spielen der punktgleichen Mannschaften gegeneinander,
2. bessere Tordifferenz aus den Spielen gegeneinander,
3. Anzahl Tore aus den Spielen gegeneinander
4. Punkte, Tordifferenz und Tore gegen die nächstbessere, nicht punktgleiche Mannschaft (wenn möglich),
5. Ergebnisse gegen die übernächstbessere, nicht punktgleiche Mannschaft (wenn möglich),
6. Platzierung in der IIHF-Weltrangliste des Jahres 2013.

Sind nach einem dieser Kriterien nur noch zwei Mannschaften punktgleich, entscheidet wieder der direkte Vergleich.
Die vier besten Mannschaften jeder Vorrundengruppe qualifizieren sich für das Viertelfinale und spielten im K.-o.-System mit folgendem Halbfinale und Finale die Medaillengewinner aus (Playoff Round). Die Nationen auf dem letzten Rang der jeweiligen Gruppe steigen in die Division IA ab. Da Tschechien als Gastgeber für die WM 2015 gesetzt ist, würde bei einem sportlichen Abstieg Tschechiens die vorletzte Nation der beiden Gruppen mit der schlechteren Bilanz absteigen.

### Austragungsorte
| \| Minsk \|                          |
| Austragungsort der Weltmeisterschaft |
| Minsk                                |

| Minsk |

### Vorrunde
Die Vorrunde der Weltmeisterschaft startete am 9. Mai parallel mit zwei Partien zwischen Frankreich und Olympiasieger Kanada in der Gruppe A sowie Vize-Weltmeister Schweiz und Russland in der Gruppe B. Am Eröffnungstag folgten noch zwei weitere Spiele. Beendet wurde die Vorrunde am 20. Mai mit den Begegnungen zwischen Russland und Gastgeber Belarus sowie Tschechien und Frankreich. Am Schlusstag der Vorrunde wurden insgesamt sechs Partien ausgetragen. Dazwischen wurden an jedem Turniertag vier oder sechs Partien ausgetragen.

#### Gruppe A
| 9. Mai 2014 16:45 Uhr (Ortszeit) | Frankreich S. Da Costa (17:03) S. Da Costa (52:35) P.-É. Bellemare (PS) | 3:2 n. P. (1:1, 0:0, 1:1, 0:0, 1:0) Spielbericht | Kanada B. Schenn (19:44) E. Gudbranson (50:42) | Tschyschouka-Arena, Minsk Zuschauer: 6.780 |

| 9. Mai 2014 20:45 Uhr | Slowakei M. Miklík (25:17) M. Viedenský (35:45) | 2:3 n. V. (0:1, 2:0, 0:1, 0:1) Spielbericht | Tschechien O. Němec (6:24) J. Jágr (57:53) J. Klepiš (61:50) | Tschyschouka-Arena, Minsk Zuschauer: 6.920 |

| 10. Mai 2014 12:45 Uhr | Italien | 0:3 (0:1, 0:1, 0:1) Spielbericht | Norwegen N. Roest (5:42) M. Ask (31:19) A. Bastiansen (53:29) | Tschyschouka-Arena, Minsk Zuschauer: 4.200 |

| 10. Mai 2014 16:45 Uhr | Schweden M. Backlund (11:41) M. Backlund (19:23) G. Nyquist (48:13) | 3:0 (2:0, 0:0, 1:0) Spielbericht | Dänemark | Tschyschouka-Arena, Minsk Zuschauer: 4.900 |

| 10. Mai 2014 20:45 Uhr | Kanada J. Ward (37:21) C. Hodgson (47:07) K. Bieksa (57:56) J. Ward (58:49) | 4:1 (0:0, 1:1, 3:0) Spielbericht | Slowakei K. Sloboda (32:24) | Tschyschouka-Arena, Minsk Zuschauer: 6.200 |

| 11. Mai 2014 12:45 Uhr | Frankreich L. Meunier (30:57) | 1:2 (0:0, 1:1, 0:1) Spielbericht | Italien G. Scandella (32:53) M. Gander (59:02) | Tschyschouka-Arena, Minsk Zuschauer: 4.600 |

| 11. Mai 2014 16:45 Uhr | Norwegen J. Holøs (6:30) K. A. Olimb (22:39) P.-Å. Skrøder (31:29) M. Trygg (52:15) | 4:3 (1:2, 2:0, 1:1) Spielbericht | Dänemark M. Poulsen (2:35) F. Storm (2:55) J. Hansen (56:27) | Tschyschouka-Arena, Minsk Zuschauer: 4.837 |

| 11. Mai 2014 20:45 Uhr | Schweden O. Möller (11:26) M. Backlund (36:02) J. Lindström (48:40) J. Lindström (PS) | 4:3 n. P. (1:2, 1:1, 1:0, 0:0, 1:0) Spielbericht | Tschechien T. Hertl (0:08) J. Hudler (19:35) M. Zaťovič (31:53) | Tschyschouka-Arena, Minsk Zuschauer: 6.018 |

| 12. Mai 2014 16:45 Uhr | Slowakei L. Nagy (15:36) L. Nagy (23:31) M. Šatan (36:11) | 3:5 (1:0, 2:1, 0:4) Spielbericht | Frankreich B. Amar (26:23) B. Amar (50:30) A. Roussel (50:56) D. Fleury (56:19) A. Roussel (59:32) | Tschyschouka-Arena, Minsk Zuschauer: 5.358 |

| 12. Mai 2014 20:45 Uhr | Tschechien R. Červenka (5:55) J. Novotný (52:11) T. Hertl (53:00) | 3:4 (1:1, 0:3, 2:0) Spielbericht | Kanada J. Ward (9:56) K. Turris (23:22) N. MacKinnon (36:07) M. Rielly (36:24) | Tschyschouka-Arena, Minsk Zuschauer: 6.317 |

| 13. Mai 2014 16:45 Uhr | Italien D. Kostner (12:15) | 1:4 (1:1, 0:2, 0:1) Spielbericht | Dänemark J. Jensen (2:51) J. Hansen (35:50) E. Kristensen (36:19) K. Staal (57:34) | Tschyschouka-Arena, Minsk Zuschauer: 5.092 |

| 13. Mai 2014 20:45 Uhr | Norwegen S. Olden (22:47) | 1:2 (0:0, 1:1, 0:1) Spielbericht | Schweden J. Lindström (36:33) L. Klasen (47:18) | Tschyschouka-Arena, Minsk Zuschauer: 6.389 |

| 14. Mai 2014 16:45 Uhr | Tschechien J. Sekáč (22:53) J. Jágr (55:34) | 2:0 (0:0, 1:0, 1:0) Spielbericht | Italien | Tschyschouka-Arena, Minsk Zuschauer: 4.160 |

| 14. Mai 2014 20:45 Uhr | Slowakei T. Tatar (1:06) J. Mikúš (9:17) L. Nagy (39:42) L. Nagy (47:47) M. Miklík (48:33) | 5:2 (2:2, 1:0, 2:0) Spielbericht | Norwegen A. Bonsaksen (5:39) M. Ask (11:07) | Tschyschouka-Arena, Minsk Zuschauer: 5.881 |

| 15. Mai 2014 16:45 Uhr | Kanada C. Hodgson (5:24) C. Hodgson (25:03) M. Read (41:15) M. Read (43:08) J. Huberdeau (48:35) C. Hodgson (50:24) | 6:1 (1:1, 1:0, 4:0) Spielbericht | Dänemark N. Jensen (9:06) | Tschyschouka-Arena, Minsk Zuschauer: 7.085 |

| 15. Mai 2014 20:45 Uhr | Schweden J. Lundqvist (35:32) O. Möller (35:49) | 2:1 (0:0, 2:0, 0:1) Spielbericht | Frankreich S. Da Costa (44:52) | Tschyschouka-Arena, Minsk Zuschauer: 7.045 |

| 16. Mai 2014 16:45 Uhr | Kanada J. Ward (13:07) C. Hodgson (21:39) J. Chimera (26:02) K. Turris (29:19) C. Hodgson (36:15) B. Schenn (56:30) | 6:1 (1:0, 4:0, 1:1) Spielbericht | Italien D. Borrelli (41:12) | Tschyschouka-Arena, Minsk Zuschauer: 5.772 |

| 16. Mai 2014 20:45 Uhr | Schweden G. Nyquist (10:05) M. Backlund (19:49) M. Nygren (41:58) | 3:1 (2:0, 0:1, 1:0) Spielbericht | Slowakei M. Marinčin (29:12) | Tschyschouka-Arena, Minsk Zuschauer: 7.563 |

| 17. Mai 2014 12:45 Uhr | Frankreich A. Roussel (37:25) Y. Treille (37:51) A. Roussel (38:16) P.-É. Bellemare (42:37) S. Da Costa (PS) | 5:4 n. P. (0:1, 3:1, 1:2, 0:0, 1:0) Spielbericht | Norwegen M. Trygg (11:28) M. Ask (21:47) D. Sørvik (41:30) M. Olimb (45:48) | Tschyschouka-Arena, Minsk Zuschauer: 6.103 |

| 17. Mai 2014 16:45 Uhr | Dänemark S. Lassen (9:56) J. Jensen (55:31) P. Bjorkstrand (59:07) M. Bødker (PS) | 4:3 n. P. (1:2, 0:0, 2:1, 0:0, 1:0) Spielbericht | Tschechien J. Klepiš (4:26) J. Jágr (6:55) J. Kindl (45:04) | Tschyschouka-Arena, Minsk Zuschauer: 6.892 |

| 17. Mai 2014 20:45 Uhr | Slowakei M. Ďaloga (10:08) M. Viedenský (23:05) T. Tatar (34:13) M. Miklík (48:07) | 4:1 (1:0, 2:1, 1:0) Spielbericht | Italien A. Egger (38:26) | Tschyschouka-Arena, Minsk Zuschauer: 5.929 |

| 18. Mai 2014 16:45 Uhr | Kanada B. Schenn (23:52) K. Bieksa (27:46) R. Ellis (62:38) | 3:2 n. V. (0:1, 2:1, 0:0, 1:0) Spielbericht | Schweden J. Lindström (13:49) L. Klasen (21:06) | Tschyschouka-Arena, Minsk Zuschauer: 8.453 |

| 18. Mai 2014 20:45 Uhr | Tschechien V. Sobotka (0:39) | 1:0 (1:0, 0:0, 0:0) Spielbericht | Norwegen | Tschyschouka-Arena, Minsk Zuschauer: 7.902 |

| 19. Mai 2014 16:45 Uhr | Dänemark J. Jensen Aabo (15:09) K. Staal (34:41) | 2:6 (1:2, 1:0, 0:4) Spielbericht | Frankreich J. Desrosiers (1:08) A. Roussel (19:23) P.-É. Bellemare (49:10) S. Da Costa (50:36) A. Manavian (52:52) S. Da Costa (55:09) | Tschyschouka-Arena, Minsk Zuschauer: 7.450 |

| 19. Mai 2014 20:45 Uhr | Italien M. Gander (10:07) | 1:5 (1:2, 0:2, 0:1) Spielbericht | Schweden G. Nyquist (0:48) M. Ekholm (16:32) G. Nyquist (34:24) N. Danielsson (37:53) J. Ericsson (55:55) | Tschyschouka-Arena, Minsk Zuschauer: 7.878 |

| 20. Mai 2014 12:45 Uhr | Norwegen A. Bastiansen (13:05) M. Hansen (32:16) | 2:3 (1:0, 1:2, 0:1) Spielbericht | Kanada J. Ward (23:36) M. Scheifele (36:25) J. Ward (50:43) | Tschyschouka-Arena, Minsk Zuschauer: 7.487 |

| 20. Mai 2014 16:45 Uhr | Dänemark M. Bødker (21:11) M. Green (52:53) J. Jensen (54:25) | 3:4 (0:1, 1:0, 2:3) Spielbericht | Slowakei T. Tatar (14:41) M. Miklík (41:31) M. Viedenský (53:53) T. Tatar (54:17) | Tschyschouka-Arena, Minsk Zuschauer: 7.251 |

| 20. Mai 2014 20:45 Uhr | Tschechien V. Sobotka (19:18) J. Sekáč (24:30) J. Jágr (31:29) M. Zaťovič (32:42) J. Kolář (62:19) | 5:4 n. V. (1:3, 3:0, 0:1, 1:0) Spielbericht | Frankreich J. Desrosiers (6:48) J. Desrosiers (17:48) L. Meunier (18:22) A. Roussel (42:36) | Tschyschouka-Arena, Minsk Zuschauer: 8.214 |

| Pl. |            | Sp | S | OTS | OTN | N | Tore  | Punkte |
| --- | ---------- | -- | - | --- | --- | - | ----- | ------ |
| 1.  | Kanada     | 7  | 5 | 1   | 1   | 0 | 28:13 | 18     |
| 2.  | Schweden   | 7  | 5 | 1   | 1   | 0 | 21:10 | 18     |
| 3.  | Tschechien | 7  | 2 | 2   | 2   | 1 | 20:18 | 12     |
| 4.  | Frankreich | 7  | 2 | 2   | 1   | 2 | 25:20 | 11     |
| 5.  | Slowakei   | 7  | 3 | 0   | 1   | 3 | 20:21 | 10     |
| 6.  | Norwegen   | 7  | 2 | 0   | 1   | 4 | 16:19 | 7      |
| 7.  | Dänemark   | 7  | 1 | 1   | 0   | 5 | 17:27 | 5      |
| 8.  | Italien    | 7  | 1 | 0   | 0   | 6 | 06:25 | 3      |

Abkürzungen: Pl. = Platz, Sp = Spiele, S = Siege, OTS = Siege nach Verlängerung (Overtime) oder Penaltyschießen, OTN = Niederlagen nach Verlängerung oder Penaltyschießen, N = Niederlagen

Erläuterungen: Viertelfinalqualifikant, Absteiger in die Division IA

#### Gruppe B
| 9. Mai 2014 16:45 Uhr (Ortszeit) | Schweiz | 0:5 (0:3, 0:1, 0:1) Spielbericht | Russland S. Plotnikow (0:13) A. Owetschkin (6:34) W. Schipatschow (17:15) A. Below (29:06) D. Saripow (58:25) | Minsk-Arena, Minsk Zuschauer: 13.300 |

| 9. Mai 2014 20:45 Uhr | Belarus A. Stepanow (39:56) | 1:6 (0:1, 1:3, 0:2) Spielbericht | USA B. Nelson (12:22) J. Trouba (34:59) J. Gaudreau (35:55) C. McDonald (37:42) J. Trouba (54:58) J. Gardiner (56:57) | Minsk-Arena, Minsk Zuschauer: 13.600 |

| 10. Mai 2014 12:45 Uhr | Kasachstan A. Gawrilin (10:08) | 1:2 n. P. (1:1, 0:0, 0:0, 0:0, 0:1) Spielbericht | Deutschland M. Plachta (18:49) T. Oppenheimer (PS) | Minsk-Arena, Minsk Zuschauer: 12.880 |

| 10. Mai 2014 16:45 Uhr | Finnland M. Salomäki (4:30) P. Kontiola (31:42) | 2:3 (1:1, 1:0, 0:2) Spielbericht | Lettland K. Daugaviņš (6:18) K. Sotnieks (47:48) A. Kulda (52:22) | Minsk-Arena, Minsk Zuschauer: 11.700 |

| 10. Mai 2014 20:45 Uhr | USA P. Mueller (26:15) C. Smith (41:28) T. Johnson (53:15) | 3:2 (0:0, 1:2, 2:0) Spielbericht | Schweiz D. Hollenstein (21:28) D. Brunner (29:39) | Minsk-Arena, Minsk Zuschauer: 11.000 |

| 11. Mai 2014 13:45 Uhr | Deutschland M. Noebels (12:15) F. Mauer (20:30) T. Oppenheimer (55:26) | 3:2 (1:1, 1:1, 1:0) Spielbericht | Lettland G. Pujacs (18:35) M. Rēdlihs (27:15) | Minsk-Arena, Minsk Zuschauer: 11.200 |

| 11. Mai 2014 17:30 Uhr | Belarus A. Stepanow (22:46) M. Stassenka (30:08) S. Kaszizyn (41:25) A. Kaljuschny (59:56) | 4:1 (0:1, 2:0, 2:0) Spielbericht | Kasachstan A. Gawrilin (4:12) | Minsk-Arena, Minsk Zuschauer: 13.734 |

| 11. Mai 2014 21:00 Uhr | Finnland J. Hietanen (9:13) J. Karalahti (39:08) | 2:4 (1:2, 1:2, 0:0) Spielbericht | Russland W. Tichonow (1:39) A. Owetschkin (4:38) N. Kuljomin (22:42) S. Kalinin (34:40) | Minsk-Arena, Minsk Zuschauer: 13.934 |

| 12. Mai 2014 16:45 Uhr | Schweiz Y. Weber (6:13) R. Schäppi (17:41) E. Froidevaux (43:59) | 3:4 (2:1, 0:1, 1:2) Spielbericht | Belarus S. Kaszizyn (5:32) A. Stas (23:06) S. Kaszizyn (49:49) M. Hrabouski (57:54) | Minsk-Arena, Minsk Zuschauer: 13.207 |

| 12. Mai 2014 20:45 Uhr | Russland N. Kuljomin (6:06) A. Owetschkin (18:47) W. Tichonow (20:20) J. Kusnezow (29:07) S. Plotnikow (31:07) W. Tichonow (39:14) | 6:1 (2:0, 4:1, 0:0) Spielbericht | USA J. Abdelkader (20:57) | Minsk-Arena, Minsk Zuschauer: 14.124 |

| 13. Mai 2014 16:45 Uhr | Deutschland | 0:4 (0:2, 0:2, 0:0) Spielbericht | Finnland P. Kontiola (9:33) J. Immonen (14:16) O. Palola (31:54) L. Komarov (32:24) | Minsk-Arena, Minsk Zuschauer: 10.959 |

| 13. Mai 2014 20:45 Uhr | Kasachstan T. Schailauow (4:43) J. Rymarew (19:45) N. Antropow (39:11) J. Blochin (39:55) | 4:5 (2:1, 2:3, 0:1) Spielbericht | Lettland M. Indrašis (1:15) A. Kulda (23:41) A. Kulda (29:51) M. Rēdlihs (34:07) J. Štāls (43:22) | Minsk-Arena, Minsk Zuschauer: 10.870 |

| 14. Mai 2014 16:45 Uhr | Schweiz D. Brunner (12:17) D. Hollenstein (32:13) K. Romy (36:27) | 3:2 (1:1, 2:1, 0:0) Spielbericht | Deutschland T. Oppenheimer (13:57) T. Oppenheimer (38:52) | Minsk-Arena, Minsk Zuschauer: 11.628 |

| 14. Mai 2014 20:45 Uhr | Russland S. Plotnikow (14:24) J. Jakowlew (22:07) D. Saripow (23:26) N. Kuljomin (31:14) W. Tichonow (41:05) S. Plotnikow (59:17) A. Burmistrow (59:54) | 7:2 (1:0, 3:0, 3:2) Spielbericht | Kasachstan M. Panschin (49:31) A. Spiridonow (53:55) | Minsk-Arena, Minsk Zuschauer: 12.299 |

| 15. Mai 2014 16:45 Uhr | USA C. Smith (16:39) B. Nelson (28:57) T. Johnson (31:00) K. Hayes (53:26) B. Nelson (58:30) | 5:6 (1:2, 2:1, 2:3) Spielbericht | Lettland G. Meija (15:39) M. Rēdlihs (18:57) A. Ņiživijs (28:08) K. Daugaviņš (51:25) Z. Girgensons (54:35) H. Vasiļjevs (57:39) | Minsk-Arena, Minsk Zuschauer: 11.814 |

| 15. Mai 2014 20:45 Uhr | Finnland P. Kontiola (16:30) P. Kontiola (59:44) | 2:0 (1:0, 0:0, 1:0) Spielbericht | Belarus | Minsk-Arena, Minsk Zuschauer: 14.447 |

| 16. Mai 2014 16:45 Uhr | USA C. Smith (18:38) S. Jones (23:44) M. Donovan (35:02) S. Jones (61:05) | 4:3 n. V. (1:1, 2:1, 0:1, 1:0) Spielbericht | Kasachstan R. Startschenko (14:23) K. Romanow (21:21) R. Startschenko (53:10) | Minsk-Arena, Minsk Zuschauer: 10.779 |

| 16. Mai 2014 20:45 Uhr | Finnland T. Kivistö (5:14) O. Jokinen (32:26) I. Pakarinen (PS) | 3:2 n. P. (1:0, 1:0, 0:2, 0:0, 1:0) Spielbericht | Schweiz R. Suri (41:57) R. Josi (56:35) | Minsk-Arena, Minsk Zuschauer: 12.630 |

| 17. Mai 2014 12:45 Uhr | Lettland M. Indrašis (7:30) | 1:4 (1:3, 0:1, 0:0) Spielbericht | Russland W. Tichonow (10:55) S. Schirokow (15:23) W. Tichonow (18:12) S. Kalinin (28:04) | Minsk-Arena, Minsk Zuschauer: 14.427 |

| 17. Mai 2014 16:45 Uhr | Belarus A. Stepanow (15:27) A. Uharau (34:23) M. Hrabouski (42:55) G. Platt (44:05) M. Hrabouski (49:54) | 5:2 (1:2, 1:0, 3:0) Spielbericht | Deutschland K. Hospelt (8:04) A. Barta (11:53) | Minsk-Arena, Minsk Zuschauer: 14.478 |

| 17. Mai 2014 20:45 Uhr | Schweiz D. Kukan (9:44) D. Hollenstein (14:06) Y. Weber (27:22) A. Ambühl (37:33) L. Cunti (43:16) E. Blum (46:05) | 6:2 (2:0, 2:0, 2:2) Spielbericht | Kasachstan W. Krasnoslobodzew (50:22) J. Rymarew (59:32) | Minsk-Arena, Minsk Zuschauer: 11.739 |

| 18. Mai 2014 16:45 Uhr | USA B. Nelson (0:19) T. Johnson (46:42) T. Johnson (59:14) | 3:1 (1:0, 0:0, 2:1) Spielbericht | Finnland T. Mäntylä (56:46) | Minsk-Arena, Minsk Zuschauer: 13.030 |

| 18. Mai 2014 20:45 Uhr | Russland W. Schipatschow (43:58) S. Schirokow (50:10) W. Tichonow (59:15) | 3:0 (0:0, 0:0, 3:0) Spielbericht | Deutschland | Minsk-Arena, Minsk Zuschauer: 14.021 |

| 19. Mai 2014 16:45 Uhr | Kasachstan J. Rymarew (14:32) F. Polischtschuk (15:51) K. Romanow (59:31) | 3:4 (2:2, 0:2, 1:0) Spielbericht | Finnland O. Palola (7:53) J. Lehterä (19:18) O. Jokinen (27:24) J. Immonen (39:57) | Minsk-Arena, Minsk Zuschauer: 12.119 |

| 19. Mai 2014 20:45 Uhr | Lettland A. Kulda (33:49) | 1:3 (0:2, 1:0, 0:1) Spielbericht | Belarus G. Platt (8:07) M. Hrabouski (8:40) S. Kaszizyn (59:59) | Minsk-Arena, Minsk Zuschauer: 14.531 |

| 20. Mai 2014 12:45 Uhr | Deutschland A. Weiß (23:32) K. Hospelt (30:29) L. Draisaitl (35:13) T. Rieder (58:03) | 4:5 (0:0, 3:3, 1:2) Spielbericht | USA J. Abdelkader (21:44) D. Shore (27:18) M. Donovan (32:53) J. Gaudreau (42:24) J. Abdelkader (55:44) | Minsk-Arena, Minsk Zuschauer: 11.845 |

| 20. Mai 2014 16:45 Uhr | Lettland K. Jass (21:57) Z. Girgensons (57:37) | 2:3 (0:2, 1:1, 1:0) Spielbericht | Schweiz D. Brunner (8:39) D. Schlumpf (10:49) Y. Weber (20:27) | Minsk-Arena, Minsk Zuschauer: 12.868 |

| 20. Mai 2014 20:45 Uhr | Russland S. Plotnikow (32:46) W. Schipatschow (35:47) | 2:1 (0:0, 2:0, 0:1) Spielbericht | Belarus U. Dsjanissau (45:49) | Minsk-Arena, Minsk Zuschauer: 14.679 |

| Pl. |             | Sp | S | OTS | OTN | N | Tore  | Punkte |
| --- | ----------- | -- | - | --- | --- | - | ----- | ------ |
| 1.  | Russland    | 7  | 7 | 0   | 0   | 0 | 31:07 | 21     |
| 2.  | USA         | 7  | 4 | 1   | 0   | 2 | 27:23 | 14     |
| 3.  | Belarus     | 7  | 4 | 0   | 0   | 3 | 18:17 | 12     |
| 4.  | Finnland    | 7  | 3 | 1   | 0   | 3 | 18:15 | 11     |
| 5.  | Schweiz     | 7  | 3 | 0   | 1   | 3 | 19:21 | 10     |
| 6.  | Lettland    | 7  | 3 | 0   | 0   | 4 | 20:24 | 9      |
| 7.  | Deutschland | 7  | 1 | 1   | 0   | 5 | 13:23 | 5      |
| 8.  | Kasachstan  | 7  | 0 | 0   | 2   | 5 | 16:32 | 2      |

Abkürzungen: Pl. = Platz, Sp = Spiele, S = Siege, OTS = Siege nach Verlängerung (Overtime) oder Penaltyschießen, OTN = Niederlagen nach Verlängerung oder Penaltyschießen, N = Niederlagen

Erläuterungen: Viertelfinalqualifikant, Absteiger in die Division IA

### Finalrunde
Die Finalrunde begann nach Abschluss der Vorrunde am 22. Mai 2014, so dass alle Teams mindestens einen Ruhetag hatten. Zwei der Viertelfinalpartien wurden in der Minsk-Arena, die anderen beiden in der Tschyschouka-Arena ausgetragen. Die Partien fanden im Gegensatz zum Vorjahr im Kreuzvergleich der beiden Vorrundengruppen statt. Ab dem Halbfinale am 24. Mai wurden sämtliche Begegnungen in der Minsk-Arena abgehalten. Das Finale sowie das Spiel um Bronze waren auf den 25. Mai terminiert.

|  | Viertelfinale | Viertelfinale | Viertelfinale |  |  | Halbfinale | Halbfinale | Halbfinale |  |  | Finale           | Finale           | Finale           |
|  |               |               |               |  |  |            |            |            |  |  |                  |                  |                  |
|  | B1            | Russland      | 3             |  |  |            |            |            |  |  |                  |                  |                  |
|  | A4            | Frankreich    | 0             |  |  |            |            |            |  |  |                  |                  |                  |
|  |               |               |               |  |  | B1         | Russland   | 3          |  |  |                  |                  |                  |
|  |               |               |               |  |  | A2         | Schweden   | 1          |  |  |                  |                  |                  |
|  | A2            | Schweden      | 3             |  |  |            |            |            |  |  |                  |                  |                  |
|  | B3            | Belarus       | 2             |  |  |            |            |            |  |  |                  |                  |                  |
|  |               |               |               |  |  |            |            |            |  |  | B1               | Russland         | 5                |
|  |               |               |               |  |  |            |            |            |  |  | B4               | Finnland         | 2                |
|  | B2            | USA           | 3             |  |  |            |            |            |  |  |                  |                  |                  |
|  | A3            | Tschechien    | 4             |  |  |            |            |            |  |  |                  |                  |                  |
|  |               |               |               |  |  | A3         | Tschechien | 0          |  |  |                  |                  |                  |
|  |               |               |               |  |  | B4         | Finnland   | 3          |  |  | Spiel um Platz 3 | Spiel um Platz 3 | Spiel um Platz 3 |
|  | A1            | Kanada        | 2             |  |  |            |            |            |  |  | A2               | Schweden         | 3                |
|  | B4            | Finnland      | 3             |  |  |            |            |            |  |  | A3               | Tschechien       | 0                |

#### Viertelfinale
| 22. Mai 2014 16:00 Uhr (Ortszeit) | USA B. Nelson (6:54) T. Johnson (58:50) T. Johnson (59:03) | 3:4 (1:1, 0:3, 2:0) Spielbericht | Tschechien T. Rolinek (9:25) T. Hertl (26:51) R. Červenka (28:06) O. Němec (36:19) | Tschyschouka-Arena, Minsk Zuschauer: 8.234 |

| 22. Mai 2014 17:00 Uhr | Russland A. Anissimow (4:21) J. Malkin (20:52) A. Kutusow (47:36) | 3:0 (1:0, 1:0, 1:0) Spielbericht | Frankreich | Minsk-Arena, Minsk Zuschauer: 14.011 |

| 22. Mai 2014 20:00 Uhr | Kanada K. Turris (25:41) M. Scheifele (32:08) | 2:3 (0:1, 2:0, 0:2) Spielbericht | Finnland O. Palola (6:14) J. Hietanen (40:28) I. Pakarinen (56:52) | Tschyschouka-Arena, Minsk Zuschauer: 8.671 |

| 22. Mai 2014 21:00 Uhr | Schweden N. Danielsson (13:41) J. Ericsson (37:27) M. Ekholm (53:38) | 3:2 (1:0, 1:2, 1:0) Spielbericht | Belarus G. Platt (25:39) A. Jafimenka (34:14) | Minsk-Arena, Minsk Zuschauer: 14.598 |

#### Halbfinale
| 24. Mai 2014 14:45 Uhr | Russland S. Plotnikow (13:25) S. Schirokow (18:00) A. Below (31:02) | 3:1 (2:1, 1:0, 0:0) Spielbericht | Schweden O. Möller (0:19) | Minsk-Arena, Minsk Zuschauer: 14.521 |

| 24. Mai 2014 18:45 Uhr | Finnland J. Lehterä (8:57) J. Immonen (31:02) J. Lehterä (59:49) | 3:0 (1:0, 1:0, 1:0) Spielbericht | Tschechien | Minsk-Arena, Minsk Zuschauer: 14.378 |

#### Spiel um Platz 3
| 25. Mai 2014 16:30 Uhr | Schweden J. Lindström (4:28) S. Hjalmarsson (15:44) M. Backlund (48:22) | 3:0 (2:0, 0:0, 1:0) Spielbericht | Tschechien | Minsk-Arena, Minsk Zuschauer: 14.001 |

#### Finale
| 25. Mai 2014 21:00 Uhr | Russland S. Schirokow (10:45) A. Owetschkin (27:34) J. Malkin (35:36) D. Saripow (44:24) W. Tichonow (55:53) | 5:2 (1:1, 2:1, 2:0) Spielbericht | Finnland I. Pakarinen (19:57) O. Palola (26:51) | Minsk-Arena, Minsk Zuschauer: 15.112 |

### Statistik

#### Beste Scorer
Abkürzungen: Sp = Spiele, T = Tore, V = Assists, Pkt = Punkte, +/− = Plus/Minus, SM = Strafminuten; Fett: Turnierbestwert
| Spieler              | Mannschaft | Sp | T | V  | Pkt | +/− | SM |
| -------------------- | ---------- | -- | - | -- | --- | --- | -- |
| Wiktor Tichonow      | Russland   | 10 | 8 | 8  | 16  | +10 | 10 |
| Danis Saripow        | Russland   | 10 | 3 | 10 | 13  | +7  | 6  |
| Sergei Plotnikow     | Russland   | 10 | 6 | 6  | 12  | +7  | 12 |
| Jori Lehterä         | Finnland   | 10 | 3 | 9  | 12  | +4  | 10 |
| Antoine Roussel      | Frankreich | 8  | 6 | 5  | 11  | +6  | 16 |
| Joakim Lindström     | Schweden   | 9  | 5 | 6  | 11  | +4  | 4  |
| Michel Miklík        | Slowakei   | 7  | 4 | 7  | 11  | +5  | 0  |
| Alexander Owetschkin | Russland   | 9  | 4 | 7  | 11  | +6  | 8  |
| Seth Jones           | USA        | 8  | 2 | 9  | 11  | +8  | 6  |
| Johnny Gaudreau      | USA        | 8  | 2 | 8  | 10  | +4  | 2  |

#### Beste Torhüter
Abkürzungen: Sp = Spiele, Min = Eiszeit (in Minuten), GT = Gegentore, SO = Shutouts, Sv% = gehaltene Schüsse (in %), GTS = Gegentorschnitt; Fett: Turnierbestwert
| Spieler          | Mannschaft | Sp | Min    | GT | SO | Sv%   | GTS  |
| ---------------- | ---------- | -- | ------ | -- | -- | ----- | ---- |
| Sergei Bobrowski | Russland   | 8  | 480:00 | 9  | 2  | 95,03 | 1,13 |
| Steffen Søberg   | Norwegen   | 3  | 175:45 | 6  | 0  | 94,83 | 2,05 |
| Kevin Lalande    | Belarus    | 5  | 240:37 | 5  | 0  | 93,75 | 1,25 |
| Anders Nilsson   | Schweden   | 9  | 545:11 | 14 | 2  | 93,75 | 1,54 |
| Ben Scrivens     | Kanada     | 4  | 241:07 | 7  | 0  | 93,75 | 1,74 |

### Abschlussplatzierungen
Die Platzierungen ergaben sich nach folgenden Kriterien:
- Plätze 1 bis 4: Ergebnisse im Finale sowie im Spiel um Platz 3
- Plätze 5 bis 8 (Verlierer der Viertelfinalpartien): nach Platzierung, dann Punkten, dann Tordifferenz in der Vorrunde
- Plätze 9 bis 16 (Vorrunde): nach Platzierung, dann Punkten, dann Tordifferenz in der Vorrunde

| Pl. | Team        |
| --- | ----------- |
| 1   | Russland    |
| 2   | Finnland    |
| 3   | Schweden    |
| 4   | Tschechien  |
| 5   | Kanada      |
| 6   | USA         |
| 7   | Belarus     |
| 8   | Frankreich  |
| 9   | Slowakei    |
| 10  | Schweiz     |
| 11  | Lettland    |
| 12  | Norwegen    |
| 13  | Dänemark    |
| 14  | Deutschland |
| 15  | Italien     |
| 16  | Kasachstan  |

### Titel, Auf- und Abstieg
| Weltmeister Russland | Artjom Anissimow, Anton Below, Sergei Bobrowski, Alexander Burmistrow, Anton Chudobin, Jewgeni Dadonow, Denis Denissow, Jegor Jakowlew, Sergei Kalinin, Nikolai Kuljomin, Jewgeni Kusnezow, Alexander Kutusow, Andrei Loktionow, Jewgeni Malkin, Jewgeni Medwedew, Dmitri Orlow, Alexander Owetschkin, Sergei Plotnikow, Danis Saripow, Wadim Schipatschow, Sergei Schirokow, Andrei Subarew, Maxim Tschudinow, Wiktor Tichonow, Andrei Wassilewski Cheftrainer: Oleg Snarok Assistenztrainer: Oleg Kuprijanow, Igor Nikitin, Harijs Vītoliņš |

| Silber Finnland | Erik Haula, Juuso Hietanen, Tommi Huhtala, Jarkko Immonen, Olli Jokinen, Pekka Jormakka, Jere Karalahti, Tommi Kivistö, Leo Komarov, Petri Kontiola, Mikko Koskinen, Ville Lajunen, Jori Lehterä, Tuukka Mäntylä, Jyri Marttinen, Atte Ohtamaa, Iiro Pakarinen, Olli Palola, Pekka Rinne, Jere Sallinen, Tomi Sallinen, Miikka Salomäki, Juuse Saros, Veli-Matti Savinainen, Petteri Wirtanen Cheftrainer: Erkka Westerlund Assistenztrainer: Lauri Marjamäki, Ari Moisanen, Hannu Virta |

| Bronze Schweden | Jonas Ahnelöv, Niclas Andersén, Dick Axelsson, Mikael Backlund, Niclas Burström, Nicklas Danielsson, Mattias Ekholm, Jimmie Ericsson, Joacim Eriksson, Tim Erixon, Johan Fransson, Erik Gustafsson, Simon Hjalmarsson, Calle Järnkrok, Linus Klasen, Joakim Lindström, Joel Lundqvist, Oscar Möller, Anders Nilsson, Magnus Nygren, Gustav Nyquist, Daniel Rahimi, Dennis Rasmussen, Mattias Sjögren, Linus Ullmark Cheftrainer: Pär Mårts Assistenztrainer: Rikard Grönborg, Peter Popovic |

| Absteiger in die Division IA:   | Italien, Kasachstan   |
| Aufsteiger in die Top-Division: | Slowenien, Österreich |

### Auszeichnungen
Spielertrophäen
| Auszeichnung         | Spieler          | Team     |
| -------------------- | ---------------- | -------- |
| Wertvollster Spieler | Pekka Rinne      | Finnland |
| Bester Torhüter      | Sergei Bobrowski | Russland |
| Bester Verteidiger   | Seth Jones       | USA      |
| Bester Stürmer       | Wiktor Tichonow  | Russland |

All-Star-Team
| Angriff:      | Antoine Roussel – Wiktor Tichonow – Sergei Plotnikow |
| Verteidigung: | Seth Jones – Anton Below                             |
| Tor:          | Pekka Rinne                                          |

## Division I

### Gruppe A in Goyang, Südkorea
Das Turnier der Gruppe A wurde vom 20. bis 26. April 2014 in der südkoreanischen Stadt Goyang ausgetragen. Die Spiele fanden in der 3.400 Zuschauer fassenden Goyang SPART Complex Arena statt. Insgesamt besuchten 31.822 Zuschauer die 15 Turnierspiele, was einem Zuschauerschnitt von 2.121 pro Partie entspricht.
Die Korea Ice Hockey Association als Ausrichter sah das WM-Turnier als ersten Testlauf zur Erfahrungssammlung für die Ausrichtung der olympischen Eishockeyturniere bei den Olympischen Winterspielen 2018 in Pyeongchang. Auch das Motto Beyond the New Horizons (deutsch Jenseits der Neuen Horizonte) war bereits eine Anlehnung an das proklamierte olympische Motto der Spiele New Horizons (deutsch Neue Horizonte).
Mit einem engen Dreikampf um die zwei Aufstiegsplätze in die Top-Division endete das Turnier der Gruppe A der Division I. Letztlich setzten sich die beiden Vorjahresabsteiger und Olympiateilnehmer aus Slowenien und Österreich aber knapp gegen die Konkurrenz durch. Dies ist bereits der dritte gemeinsame Aufstieg seit 2010.
Bereits der erste Spieltag wartete mit zwei Überraschungen auf. Österreich benötigte die Verlängerung, um sich mit 3:2 gegen Aufsteiger Ukraine durchzusetzen, und der Olympiasiebte Slowenien unterlag Japan mit 1:2. Im Verlauf der ersten vier Spieltage kristallisierten sich dennoch die beiden Vorjahresabsteiger und Japan als Favoriten auf die zwei Aufstiegsplätze heraus, während Gastgeber Südkorea nach vier Niederlagen bereits vorzeitig – und nach zweijähriger Zugehörigkeit zur Gruppe A – wieder in die B-Gruppe abstieg. Bis zum letzten Spieltag war allerdings noch keiner der beiden Aufstiegsplätze vergeben. Erst durch den nur einfachen Punktgewinn der Japaner am Schlusstag gegen Ungarn qualifizierte sich Österreich bereits vor dem letzten Gruppenspiel wieder für die Top-Division. Slowenien zog durch einen 3:1-Sieg über Österreich nach und sicherte sich mit zwölf Punkten den Gruppensieg. Damit stiegen beide Teams auf direktem Weg wieder auf.
| 20. April 2014 12:30 Uhr (Ortszeit) | 20. April 2014 5:30 Uhr (MESZ) | Ukraine R. Blahyj (10:04) O. Materuchin (32:48) | 2:3 n. V. (1:2, 1:0, 0:0, 0:1) Spielbericht | Österreich D. Heinrich (9:48) D. Heinrich (12:29) B. Lebler (61:34) | SPART Complex Arena, Goyang Zuschauer: 2.371 |

| 20. April 2014 16:00 Uhr | 20. April 2014 9:00 Uhr | Japan D. Obara (44:47) D. Akimoto (53:13) | 2:1 (0:0, 0:1, 2:0) Spielbericht | Slowenien Ž. Pavlin (38:51) | SPART Complex Arena, Goyang Zuschauer: 2.333 |

| 20. April 2014 19:30 Uhr | 20. April 2014 12:30 Uhr | Südkorea B. Radunske (35:16) B. Radunske (42:52) Shin S.-h. (47:03) Lee D.-k. (56:01) | 4:7 (0:2, 1:3, 3:2) Spielbericht | Ungarn I. Bartalis (14:18) Z. Azari (17:43) Z. Azari (27:12) I. Sofron (34:27) C. Kovács (37:49) I. Bartalis (40:46) I. Bartalis (58:57) | SPART Complex Arena, Goyang Zuschauer: 2.775 |

| 21. April 2014 12:30 Uhr | 21. April 2014 5:30 Uhr | Österreich S. Geier (25:09) T. Hundertpfund (44:13) M. Altmann (47:37) B. Lebler (58:54) | 4:1 (0:1, 1:0, 3:0) Spielbericht | Japan T. Yamashita (5:29) | SPART Complex Arena, Goyang Zuschauer: 1.616 |

| 21. April 2014 16:00 Uhr | 21. April 2014 9:00 Uhr | Ungarn | 0:3 (0:1, 0:2, 0:0) Spielbericht | Ukraine J. Beluchin (4:57) O. Schafarenko (29:49) O. Tymtschenko (30:52) | SPART Complex Arena, Goyang Zuschauer: 1.712 |

| 21. April 2014 19:30 Uhr | 21. April 2014 12:30 Uhr | Slowenien J. Urbas (25:51) M. Verlič (26:47) A. Mušič (40:39) J. Urbas (59:06) | 4:0 (0:0, 2:0, 2:0) Spielbericht | Südkorea | SPART Complex Arena, Goyang Zuschauer: 2.347 |

| 23. April 2014 12:30 Uhr | 23. April 2014 5:30 Uhr | Slowenien T. Razingar (21:47) A. Kuralt (25:21) | 2:0 (0:0, 2:0, 0:0) Spielbericht | Ungarn | SPART Complex Arena, Goyang Zuschauer: 1.670 |

| 23. April 2014 16:00 Uhr | 23. April 2014 9:00 Uhr | Ukraine O. Materuchin (7:19) A. Michnow (42:54) | 2:3 (1:2, 0:0, 1:1) Spielbericht | Japan S. Kuji (4:31) S. Kuji (13:11) T. Yamashita (58:16) | SPART Complex Arena, Goyang Zuschauer: 1.656 |

| 23. April 2014 19:30 Uhr | 23. April 2014 12:30 Uhr | Österreich M. Schiechl (9:49) T. Hundertpfund (11:12) B. Lebler (12:08) B. Lebler (14:50) T. Hundertpfund (16:52) K. Komarek (53:31) B. Lebler (57:40) | 7:4 (5:4, 0:0, 2:0) Spielbericht | Südkorea Park W.-s. (3:45) Cho M.-h. (7:42) Kim K.-s. (8:13) Kim K.-s. (15:05) | SPART Complex Arena, Goyang Zuschauer: 2.647 |

| 24. April 2014 12:30 Uhr | 24. April 2014 5:30 Uhr | Slowenien M. Štebih (12:12) J. Urbas (18:09) A. Mušič (42:43) J. Muršak (46:30) B. Goličič (57:04) | 5:3 (2:0, 0:2, 3:1) Spielbericht | Ukraine A. Michnow (26:57) D. Petruchno (38:57) J. Beluchin (42:13) | SPART Complex Arena, Goyang Zuschauer: 1.698 |

| 24. April 2014 16:00 Uhr | 24. April 2014 9:00 Uhr | Ungarn I. Bartalis (27:11) B. Sebők (28:27) B. Sebők (39:59) C. Kovács (53:51) | 4:5 n. V. (0:0, 3:3, 1:1, 0:1) Spielbericht | Österreich T. Hundertpfund (31:50) D. Heinrich (33:32) D. Heinrich (35:51) M. Iberer (47:40) B. Lebler (63:45) | SPART Complex Arena, Goyang Zuschauer: 1.720 |

| 24. April 2014 19:30 Uhr | 24. April 2014 12:30 Uhr | Japan H. Ueno (1:14) S. Takahashi (3:09) H. Ueno (11:08) A. Keller (39:25) | 4:2 (3:0, 1:0, 0:2) Spielbericht | Südkorea M. Swift (41:15) Lee D.-k. (43:25) | SPART Complex Arena, Goyang Zuschauer: 2.949 |

| 26. April 2014 12:30 Uhr | 26. April 2014 5:30 Uhr | Ungarn I. Sofron (17:29) I. Bartalis (20:49) I. Sofron (38:53) M. Vas (58:54) M. Vas (PS) | 5:4 n. P. (1:1, 2:2, 1:1, 0:0, 1:0) Spielbericht | Japan T. Saitō (2:58) M. Nishiwaki (26:50) S. Kuji (30:39) H. Ueno (54:30) | SPART Complex Arena, Goyang Zuschauer: 1.878 |

| 26. April 2014 16:00 Uhr | 26. April 2014 9:00 Uhr | Österreich B. Petrik (35:20) | 1:3 (0:0, 1:1, 0:2) Spielbericht | Slowenien J. Urbas (33:44) J. Urbas (48:49) M. Štebih (58:28) | SPART Complex Arena, Goyang Zuschauer: 1.923 |

| 26. April 2014 19:30 Uhr | 26. April 2014 12:30 Uhr | Südkorea Kim H.-j. (46:34) B. Radunske (53:54) | 2:8 (0:2, 0:3, 2:3) Spielbericht | Ukraine D. Issajenko (2:27) O. Materuchin (5:34) R. Blahyj (23:01) D. Petruchno (38:05) O. Schafarenko (38:29) O. Materuchin (41:27) O. Torjanyk (49:01) R. Blahyj (49:21) | SPART Complex Arena, Goyang Zuschauer: 2.527 |

| Pl. |            | Sp | S | OTS | OTN | N | Tore  | Punkte |
| 1.  | Slowenien  | 5  | 4 | 0   | 0   | 1 | 15:06 | 12     |
| 2.  | Österreich | 5  | 2 | 2   | 0   | 1 | 20:14 | 10     |
| 3.  | Japan      | 5  | 3 | 0   | 1   | 1 | 14:14 | 10     |
| 4.  | Ukraine    | 5  | 2 | 0   | 1   | 2 | 18:13 | 7      |
| 5.  | Ungarn     | 5  | 1 | 1   | 1   | 2 | 16:18 | 6      |
| 6.  | Südkorea   | 5  | 0 | 0   | 0   | 5 | 12:30 | 0      |

Abkürzungen: Pl. = Platz, Sp = Spiele, S = Siege, OTS = Siege nach Verlängerung (Overtime) oder Penaltyschießen, OTN = Niederlagen nach Verlängerung oder Penaltyschießen, N = Niederlagen

Erläuterungen: Aufsteiger in die Top-Division, Absteiger in die Division IB

#### Division-IA-Aufstiegsmannschaften
| Division-IA-Aufsteiger Slowenien  | Jaka Ankerst, Boštjan Goličič, Luka Gračnar, Blaž Gregorc, Andrej Hočevar, Gal Koren, Anže Kuralt, Rok Leber, Jan Muršak, Aleš Mušič, Žiga Pance, Žiga Pavlin, Matic Podlipnik, Tomaž Razingar, Mitja Robar, David Rodman, Marcel Rodman, Miha Štebih, Andrej Tavželj, Luka Tošič, Jan Urbas, Miha Verlič Trainer: Matjaž Kopitar                                                                           |
| Division-IA-Aufsteiger Österreich | Mario Altmann, Stefan Bacher, Mario Fischer, Manuel Geier, Stefan Geier, Dominique Heinrich, Thomas Hundertpfund, Matthias Iberer, Thomas Koch, Konstantin Komarek, Brian Lebler, Daniel Mitterdorfer, Florian Mühlstein, Daniel Oberkofler, Patrick Peter, Benjamin Petrik, Nikolas Petrik, Michael Schiechl, Markus Schlacher, Martin Schumnig, Bernhard Starkbaum, René Swette Trainer: Emanuel Viveiros |

### Gruppe B in Vilnius, Litauen
Das Turnier der Gruppe B wurde vom 20. bis 26. April 2014 in der litauischen Stadt Vilnius ausgetragen. Die Spiele finden in der 8.750 Zuschauer fassenden Siemens Arena statt. Insgesamt besuchten 41.224 Zuschauer die 15 Turnierspiele.
Die polnische Mannschaft erreichte bereits am vierten Turnierspieltag durch einen 4:1-Erfolg über den späteren Zweiten Kroatien den vorzeitigen Aufstieg in die Gruppe A der Division I. Der Gastgeber Litauen konnte zu diesem Zeitpunkt zwar die Polen nach Punkten noch einholen, hatte aber den direkten Vergleich der beiden Teams bereits verloren. Den Klassenerhalt konnte sich am letzten Spieltag die niederländische Mannschaft durch einen klaren 9:1-Erfolg gegen Rumänien sichern.
| 20. April 2014 13:00 Uhr (Ortszeit) | Kroatien M. Novak (12:56) D. Kostović (19:19) A. Letang (27:26) D. Kostović (46:12) | 4:0 (2:0, 1:0, 1:0) Spielbericht | Großbritannien | Siemens Arena, Vilnius Zuschauer: 792 |

| 20. April 2014 16:30 Uhr | Rumänien | 0:7 (0:2, 0:3, 0:2) Spielbericht | Polen P. Dronia (2:11) L. Laszkiewicz (18:07) T. Malasiński (27:15) S. Kowalówka (37:57) M. Kolusz (39:14) L. Laszkiewicz (42:19) T. Malasiński (43:24) | Siemens Arena, Vilnius Zuschauer: 809 |

| 20. April 2014 20:00 Uhr | Litauen D. Kumeliauskas (16:35) P. Gintautas (45:55) D. Zubrus (55:33) M. Kieras (59:59) | 4:0 (1:0, 0:0, 3:0) Spielbericht | Niederlande | Siemens Arena, Vilnius Zuschauer: 4.525 |

| 21. April 2014 13:00 Uhr | Großbritannien B. Davies (32:45) J. Phillips (34:35) C. Shields (35:47) M. Garside (59:34) | 4:1 (0:0, 2:0, 2:1) Spielbericht | Rumänien O. Biró (59:16) | Siemens Arena, Vilnius Zuschauer: 739 |

| 21. April 2014 16:30 Uhr | Niederlande | 0:4 (0:2, 0:2, 0:0) Spielbericht | Kroatien T. Mirić (4:47) M. Novak (6:26) M. Blagus (26:51) I. Brenčun (29:26) | Siemens Arena, Vilnius Zuschauer: 984 |

| 21. April 2014 20:00 Uhr | Polen L. Laszkiewicz (1:55) T. Malasiński (27:11) G. Pasiut (47:57) | 3:2 (1:0, 1:1, 1:1) Spielbericht | Litauen D. Kumeliauskas (34:12) D. Pliskauskas (58:41) | Siemens Arena, Vilnius Zuschauer: 6.138 |

| 23. April 2014 13:00 Uhr | Polen M. Kolusz (25:52) A. Chmielewski (44:18) M. Strzyżowski (44:28) T. Malasiński (55:59) M. Łopuski (59:50) | 5:1 (0:0, 1:0, 4:1) Spielbericht | Niederlande J. van Oorschot (57:38) | Siemens Arena, Vilnius Zuschauer: 707 |

| 23. April 2014 16:30 Uhr | Kroatien B. Rendulić (30:24) K. MacAulay (53:27) T. Mirić (57:22) I. Jačmenjak (PS) | 4:3 n. P. (0:1, 1:1, 2:1, 0:0, 1:0) Spielbericht | Rumänien L. Zsók (7:32) E. Mihály (24:37) H. Bors (46:20) | Siemens Arena, Vilnius Zuschauer: 1.011 |

| 23. April 2014 20:00 Uhr | Großbritannien R. Dowd (24:41) | 1:2 (0:1, 1:1, 0:0) Spielbericht | Litauen A. Bosas (3:59) D. Zubrus (31:06) | Siemens Arena, Vilnius Zuschauer: 6.312 |

| 24. April 2014 13:00 Uhr | Polen S. Kowalówka (9:46) M. Kolusz (25:25) S. Kowalówka (55:21) L. Laszkiewicz (59:49) | 4:1 (1:0, 1:1, 2:0) Spielbericht | Kroatien D. Kanaet (32:31) | Siemens Arena, Vilnius Zuschauer: 808 |

| 24. April 2014 16:30 Uhr | Niederlande N. Nagtzaam (10:11) N. Nagtzaam (40:34) K. Bruijsten (45:58) | 3:4 (1:2, 0:1, 2:1) Spielbericht | Großbritannien C. Shields (0:33) D. Clarke (0:51) D. Meyers (34:48) M. Myers (42:35) | Siemens Arena, Vilnius Zuschauer: 997 |

| 24. April 2014 20:00 Uhr | Rumänien L. Zsók (42:43) C. Fodor (58:04) | 2:5 (0:1, 0:1, 2:3) Spielbericht | Litauen D. Kumeliauskas (6:40) A. Bosas (29:39) D. Kumeliauskas (44:53) A. Bosas (50:37) A. Bosas (59:32) | Siemens Arena, Vilnius Zuschauer: 5.687 |

| 26. April 2014 13:00 Uhr | Niederlande S. Mason (6:52) I. van den Heuvel (15:53) M. Postma (18:35) M. Bruijsten (25:13) D. Hagemeijer (31:17) M. Brekelmans (47:00) N. Nagtzaam (47:48) T. Demelinne (52:11) I. van den Heuvel (59:55) | 9:1 (3:0, 2:0, 4:1) Spielbericht | Rumänien M. Georgescu (53:02) | Siemens Arena, Vilnius Zuschauer: 1.009 |

| 26. April 2014 16:30 Uhr | Großbritannien C. Shields (22:54) C. Shields (28:29) R. Dowd (52:34) C. Shields (58:31) | 4:2 (0:0, 2:1, 2:1) Spielbericht | Polen P. Dronia (35:38) K. Dziubiński (45:31) | Siemens Arena, Vilnius Zuschauer: 3.206 |

| 26. April 2014 20:00 Uhr | Litauen E. Rybakov (33:23) D. Pliskauskas (43:38) | 2:3 (0:0, 1:2, 1:1) Spielbericht | Kroatien G. Waugh (30:27) T. Mirić (32:10) B. Rendulić (53:41) | Siemens Arena, Vilnius Zuschauer: 7.500 |

| Pl. |                | Sp | S | OTS | OTN | N | Tore  | Punkte |
| 1.  | Polen          | 5  | 4 | 0   | 0   | 1 | 21:08 | 12     |
| 2.  | Kroatien       | 5  | 3 | 1   | 0   | 1 | 16:09 | 11     |
| 3.  | Litauen        | 5  | 3 | 0   | 0   | 2 | 15:09 | 9      |
| 4.  | Großbritannien | 5  | 3 | 0   | 0   | 2 | 13:12 | 9      |
| 5.  | Niederlande    | 5  | 1 | 0   | 0   | 4 | 13:18 | 3      |
| 6.  | Rumänien       | 5  | 0 | 0   | 1   | 4 | 07:29 | 1      |

Abkürzungen: Pl. = Platz, Sp = Spiele, S = Siege, OTS = Siege nach Verlängerung (Overtime) oder Penaltyschießen, OTN = Niederlagen nach Verlängerung oder Penaltyschießen, N = Niederlagen

Erläuterungen: Aufsteiger in die Division IA, Absteiger in die Division IIA

#### Division-IB-Siegermannschaft
| Division-IB-Aufsteiger Polen | Adam Bagiński, Aron Chmielewski, Bartosz Dąbkowski, Paweł Dronia, Rafał Dutka, Krystian Dziubiński, Marcin Kolusz, Kamil Kosowski, Michał Kotlorz, Sebastian Kowalówka, Leszek Laszkiewicz, Mikołaj Łopuski, Tomasz Malasiński, Przemysław Odrobny, Grzegorz Pasiut, Bartłomiej Pociecha, Mateusz Rompkowski, Marek Strzyżowski, Patryk Wajda, Jakub Wanacki, Jakub Witecki, Krzysztof Zapała Trainer: Igor Sacharkin |

### Auf- und Abstieg
| Absteiger in die Division IA:   | Italien, Kasachstan   |
| Aufsteiger in die Top-Division: | Slowenien, Österreich |
| Absteiger in die Division IB:   | Südkorea              |
| Aufsteiger in die Division IA:  | Polen                 |
| Absteiger in die Division IIA:  | Rumänien              |
| Aufsteiger in die Division IB:  | Estland               |

## Division II

### Gruppe A in Belgrad, Serbien
Das Turnier der Gruppe A wurde vom 9. bis 15. April 2014 in der serbischen Hauptstadt Belgrad ausgetragen. Die Spiele fanden in der 2.000 Zuschauer fassenden Ledena dvorana Pionir statt. Insgesamt besuchten 7.915 Zuschauer die 15 Turnierspiele.
Die estnische Mannschaft konnte sich bereits am vierten von fünf Turnierspieltagen den Aufstieg in die Gruppe B der Division I sichern, da sich die übrigen Teams die Punkte gegenseitig streitig machten. Mit fünf Siegen aus fünf Partien stiegen die Esten zum wiederholten Male in die Division I auf. Den Gang in die Gruppe B der Division II musste Aufsteiger Israel antreten. Vier Punkte und lediglich zwei Niederlagen nach der regulären Spielzeit von 60 Minuten reichten letztlich nicht zum Klassenerhalt.
| 9. April 2014 13:00 Uhr (Ortszeit) | Island E. Alengård (26:31) | 1:4 (0:1, 1:2, 0:1) Spielbericht | Estland W. Bobkow (16:57) V. Titarenko (28:34) R. Andrejev (32:41) A. Ossipov (52:19) | Ledena dvorana Pionir, Belgrad Zuschauer: 50 |

| 9. April 2014 16:30 Uhr | Israel D. Mazour (47:04) D. Mazour (53:56) A. Eizenman (59:54) O. Eizenman (64:44) | 4:3 n. V. (0:1, 0:1, 3:1, 1:0) Spielbericht | Australien C. Todd (8:15) W. Cliff (37:03) B. McDowell (58:15) | Ledena dvorana Pionir, Belgrad Zuschauer: 27 |

| 9. April 2014 20:30 Uhr | Belgien D. Swinnen (3:48) T. Dewin (9:57) D. Swinnen (14:23) L. Maas (32:15) B. Kolodziejczyk (37:34) M. Morgan (41:52) M. Pellegrims (52:02) M. Pellegrims (55:34) | 8:3 (3:0, 2:2, 3:1) Spielbericht | Serbien M. Kovačević (21:36) M. Kovačević (34:56) A. Luković (54:46) | Ledena dvorana Pionir, Belgrad Zuschauer: 1.021 |

| 10. April 2014 13:00 Uhr | Estland A. Gornostajev (5:13) A. Makrov (14:10) R. Rooba (15:30) A. Makrov (17:43) A. Sibirtsev (29:09) | 5:1 (4:1, 1:0, 0:0) Spielbericht | Australien C. Todd (11:18) | Ledena dvorana Pionir, Belgrad Zuschauer: 23 |

| 10. April 2014 16:30 Uhr | Belgien J. Engelen (2:09) V. Morgan (6:28) D. Geerts (30:56) | 3:6 (2:2, 1:0, 0:4) Spielbericht | Island J. Gíslason (5:27) R. Hedström (14:39) R. Hedström (42:11) J. Gíslason (49:38) B. Bergmann (55:12) R. Hedström (59:55) | Ledena dvorana Pionir, Belgrad Zuschauer: 72 |

| 10. April 2014 20:00 Uhr | Serbien M. Babić (0:24) N. Vučurević (3:33) N. Vučurević (5:40) M. Kovačević (16:02) M. Babić (22:55) N. Janković (34:21) M. Kovačević (45:46) M. Kovačević (50:37) D. Filipović (57:22) N. Vučurević (58:42) | 10:6 (4:0, 2:3, 4:3) Spielbericht | Israel S. Frenkel (36:21) D. Mazour (37:46) E. Sherbatov (39:16) A. Eizenman (40:33) R. Oz (43:44) A. Eizenman (51:13) | Ledena dvorana Pionir, Belgrad Zuschauer: 1.124 |

| 12. April 2014 13:00 Uhr | Belgien B. Kolodziejczyk (13:42) V. Morgan (26:24) D. Geerts (28:16) D. Swinnen (61:19) | 4:3 n. V. (1:3, 2:0, 0:0, 1:0) Spielbericht | Israel S. Frenkel (6:30) E. Sherbatov (8:52) O. Eizenman (17:48) | Ledena dvorana Pionir, Belgrad Zuschauer: 300 |

| 12. April 2014 16:30 Uhr | Island R. Hedström (2:33) J. Leifsson (56:16) J. Leifsson (61:00) | 3:2 n. V. (1:0, 0:2, 1:0, 1:0) Spielbericht | Australien T. Graham (26:54) G. Oddy (33:42) | Ledena dvorana Pionir, Belgrad Zuschauer: 300 |

| 12. April 2014 20:00 Uhr | Estland V. Virjassov (11:42) R. Rooba (23:36) J. Sorokin (26:05) R. Rooba (46:17) A. Ossipov (51:30) | 5:2 (1:1, 2:0, 2:1) Spielbericht | Serbien D. Filipović (8:17) N. Vučurević (41:43) | Ledena dvorana Pionir, Belgrad Zuschauer: 1.274 |

| 14. April 2014 13:00 Uhr | Australien L. Webster (3:47) B. McDowell (13:34) J. Harding (23:15) T. Powell (28:34) J. Harding (34:50) M. Schlamp (38:32) M. Humphries (54:36) | 7:1 (2:0, 4:1, 1:0) Spielbericht | Belgien D. Swinnen (37:00) | Ledena dvorana Pionir, Belgrad Zuschauer: 310 |

| 14. April 2014 16:30 Uhr | Israel D. Golodnizky (23:22) D. Mazour (44:00) E. Sherbatov (53:13) | 3:16 (0:6, 1:4, 2:6) Spielbericht | Estland A. Gornostajev (3:55) A. Sibirtsev (8:01) K. Parras (9:26) J. Sorokin (12:26) R. Rooba (13:10) A. Makrov (19:11) A. Gornostajev (22:01) A. Makrov (25:07) R. Andrejev (27:27) V. Virjassov (33:02) A. Ossipov (45:07) V. Titarenko (45:35) W. Bobkow (48:42) V. Titarenko (53:22) A. Kuznetsov (56:43) A. Sibirtsev (59:32) | Ledena dvorana Pionir, Belgrad Zuschauer: 320 |

| 14. April 2014 20:00 Uhr | Serbien M. Kovačević (26:05) M. Kovačević (40:25) N. Janković (46:00) | 3:4 n. P. (0:2, 1:1, 2:0, 0:0, 0:1) Spielbericht | Island E. Alengård (3:16) P. Maack (17:47) R. Hedström (23:53) E. Alengård (PS) | Ledena dvorana Pionir, Belgrad Zuschauer: 1.321 |

| 15. April 2014 13:00 Uhr | Estland A. Gornostajev (21:51) A. Gornostajev (22:10) R. Rooba (34:42) A. Makrov (38:59) R. Andrejev (44:24) R. Rooba (52:59) | 6:1 (0:0, 4:1, 2:0) Spielbericht | Belgien B. Kolodziejczyk (35:47) | Ledena dvorana Pionir, Belgrad Zuschauer: 305 |

| 15. April 2014 16:30 Uhr | Island E. Alengård (6:00) A. Helgason (7:48) R. Hedström (56:37) E. Alengård (PS) | 4:3 n. P. (2:2, 0:1, 1:0, 0:0, 1:0) Spielbericht | Israel O. Eizenman (4:44) D. Erlich (16:11) D. Erlich (21:06) | Ledena dvorana Pionir, Belgrad Zuschauer: 368 |

| 15. April 2014 20:00 Uhr | Australien | 0:1 (0:0, 0:0, 0:1) Spielbericht | Serbien N. Vučurević (57:45) | Ledena dvorana Pionir, Belgrad Zuschauer: 1.100 |

| Pl. |            | Sp | S | OTS | OTN | N | Tore  | Punkte |
| 1.  | Estland    | 5  | 5 | 0   | 0   | 0 | 36:08 | 15     |
| 2.  | Island     | 5  | 1 | 3   | 0   | 1 | 18:15 | 9      |
| 3.  | Serbien    | 5  | 2 | 0   | 1   | 2 | 19:23 | 7      |
| 4.  | Australien | 5  | 1 | 0   | 2   | 2 | 13:14 | 5      |
| 5.  | Belgien    | 5  | 1 | 1   | 0   | 3 | 17:25 | 5      |
| 6.  | Israel     | 5  | 0 | 1   | 2   | 2 | 19:37 | 4      |

Abkürzungen: Pl. = Platz, Sp = Spiele, S = Siege, OTS = Siege nach Verlängerung (Overtime) oder Penaltyschießen, OTN = Niederlagen nach Verlängerung oder Penaltyschießen, N = Niederlagen

Erläuterungen: Aufsteiger in die Division IB, Absteiger in die Division IIB

#### Division-IIA-Siegermannschaft
| Division-IIA-Aufsteiger Estland | Roman Andrejev, Maksim Anohhin, Waleri Bobkow, Artjom Gornostajev, Anton Jastrebov, Silver Kerna, Aleksandr Kolossov, Ken Kuusk, Aleksandr Kuznetsov, Lauri Lahesalu, Anton Levkovitš, Andrei Makrov, Aleksandr Ossipov, Kevin Parras, Mark Rajevski, Robert Rooba, Mark Samorukov, Aleksei Sibirtsev, Jaanus Sorokin, Vassili Titarenko, Vadim Virjassov, Mihkel Võrang Trainer: Mart Eerme |

### Gruppe B in Jaca, Spanien
Das Turnier der Gruppe B wurde vom 5. bis 11. April 2014 in der spanischen Stadt Jaca ausgetragen. Die Spiele fanden im 3.579 Zuschauer fassenden Pabellón de Hielo statt. Insgesamt besuchten 13.679 Zuschauer die 15 Turnierspiele.
Bereits vor dem Schlusstag waren sowohl die Entscheidung um den Aufstieg als auch den Abstieg gefallen. Den gastgebenden Spaniern war der sofortige Wiederaufstieg nicht mehr zu nehmen, nachdem sich die Mannschaft bereits am Eröffnungstag gegen den bis dato ärgsten Verfolger Mexiko mit 5:3 durchgesetzt hatte und den erforderlichen Drei-Punkte-Vorsprung bei gewonnenem direktem Vergleich gehalten hatte. Nach zweijähriger Zugehörigkeit zur Gruppe B der Division II stieg die Türkei wieder in die Division III ab, während Vorjahres-Aufsteiger Südafrika durch den Sieg im direkten Vergleich den Klassenerhalt schaffte.
| 5. April 2014 13:00 Uhr (Ortszeit) | Neuseeland A. Cox (11:32) L. Pickering (19:20) J. Hay (29:26) C. Burns (30:18) A. Cox (47:06) B. Haines (55:11) | 6:3 (2:2, 2:0, 2:1) Spielbericht | Türkei Al. Koçoğlu (9:23) Al. Koçoğlu (16:07) S. Aktürk (58:26) | Pabellón de Hielo, Jaca Zuschauer: 120 |

| 5. April 2014 16:30 Uhr | Südafrika P. Woolf (50:39) | 1:4 (0:1, 0:1, 1:2) Spielbericht | Volksrepublik China Li Z. (10:31) Zhang H. (37:25) Zhang C. (41:35) Chen L. (59:18) | Pabellón de Hielo, Jaca Zuschauer: 450 |

| 5. April 2014 20:30 Uhr | Mexiko H. Carrero (35:05) H. Majul (54:28) B. Arroyo (59:20) | 3:5 (0:1, 1:3, 2:1) Spielbericht | Spanien O. Boronat (9:02) P. González (20:16) J. Muñoz (25:33) P. Fuentes (31:30) J. Muñoz (59:44) | Pabellón de Hielo, Jaca Zuschauer: 2.350 |

| 6. April 2014 13:00 Uhr | Türkei F. Faner (13:54) A. Solak (22:36) | 2:4 (1:1, 1:2, 0:1) Spielbericht | Südafrika W. Krotz (5:57) M. Giot (37:10) U. Samaai (38:20) U. Samaai (58:38) | Pabellón de Hielo, Jaca Zuschauer: 381 |

| 6. April 2014 16:30 Uhr | Neuseeland | 0:5 (0:1, 0:2, 0:2) Spielbericht | Mexiko C. Gómez (19:39) M. Escandón (24:17) H. Majul (39:50) H. Majul (54:59) E. Samperio (57:54) | Pabellón de Hielo, Jaca Zuschauer: 600 |

| 6. April 2014 20:00 Uhr | Spanien O. Boronat (2:46) O. Boronat (52:40) P. Muñoz (54:08) G. Betrán (56:51) | 4:0 (1:0, 0:0, 3:0) Spielbericht | Volksrepublik China | Pabellón de Hielo, Jaca Zuschauer: 2.350 |

| 8. April 2014 13:00 Uhr | Mexiko L. D. González (7:37) C. Gómez (12:36) M. Colás (26:54) H. Majul (27:34) C. Kelo (31:17) B. Arroyo (45:28) A. Cervantes (57:48) | 7:4 (2:3, 3:1, 2:0) Spielbericht | Volksrepublik China Xia T. (16:58) Chen L. (17:56) Zhang C. (19:51) Liu Q. (21:55) | Pabellón de Hielo, Jaca Zuschauer: 180 |

| 8. April 2014 16:30 Uhr | Neuseeland J. Hay (39:19) A. Cox (44:59) A. Cox (49:48) A. Cox (59:53) | 4:2 (0:2, 1:0, 3:0) Spielbericht | Südafrika G. Miller (7:44) U. Samaai (16:21) | Pabellón de Hielo, Jaca Zuschauer: 300 |

| 8. April 2014 20:00 Uhr | Spanien J. J. Palacín (15:30) P. Puyuelo (15:39) O. Boronat (26:04) J. J. Palacín (31:02) G. Betrán (34:26) C. Quevedo (41:48) O. Boronat (49:41) J. Muñoz (59:54) | 8:0 (2:0, 3:0, 3:0) Spielbericht | Türkei | Pabellón de Hielo, Jaca Zuschauer: 2.100 |

| 9. April 2014 13:00 Uhr | Volksrepublik China Zhang H. (9:01) Chen L. (17:52) | 2:3 n. V. (2:1, 0:0, 0:1, 0:1) Spielbericht | Neuseeland A. Cox (7:05) A. Cox (57:40) A. Cox (60:11) | Pabellón de Hielo, Jaca Zuschauer: 210 |

| 9. April 2014 16:30 Uhr | Türkei An. Koçoğlu (21:25) | 1:5 (0:2, 1:0, 0:2) Spielbericht | Mexiko J. Ehlers (9:37) A. Cervantes (17:33) S. Sierra (40:16) M. Escandón (44:45) C. Gómez (58:14) | Pabellón de Hielo, Jaca Zuschauer: 150 |

| 9. April 2014 20:00 Uhr | Südafrika | 0:6 (0:1, 0:2, 0:3) Spielbericht | Spanien P. Muñoz (3:32) P. Muñoz (24:15) C. Quevedo (37:50) A. Betrán (43:10) P. Puyuelo (48:00) O. Boronat (51:33) | Pabellón de Hielo, Jaca Zuschauer: 1.850 |

| 11. April 2014 13:00 Uhr | Mexiko A. Cervantes (24:06) M. Escandón (50:04) B. Arroyo (56:07) | 3:1 (0:0, 1:0, 2:1) Spielbericht | Südafrika U. Samaai (47:40) | Pabellón de Hielo, Jaca Zuschauer: 138 |

| 11. April 2014 16:30 Uhr | Volksrepublik China Liu Q. (14:30) Liu Q. (23:17) Bao J. (36:54) Xia T. (38:51) | 4:6 (1:3, 3:3, 0:0) Spielbericht | Türkei Al. Koçoğlu (11:08) S. Semiz (18:14) Al. Koçoğlu (19:49) G. Hamarat (21:05) E. Coşkun (24:35) S. Aktürk (26:59) | Pabellón de Hielo, Jaca Zuschauer: 150 |

| 11. April 2014 20:00 Uhr | Spanien J. J. Palacín (3:44) A. Ubieto (21:02) O. Boronat (28:31) A. Betrán (29:15) O. Boronat (35:46) O. Boronat (44:39) | 6:2 (1:1, 4:1, 1:0) Spielbericht | Neuseeland A. Cox (5:01) M. Frear (34:05) | Pabellón de Hielo, Jaca Zuschauer: 2.350 |

| Pl. |                     | Sp | S | OTS | OTN | N | Tore  | Punkte |
| 1.  | Spanien             | 5  | 5 | 0   | 0   | 0 | 29:05 | 15     |
| 2.  | Mexiko              | 5  | 4 | 0   | 0   | 1 | 23:11 | 12     |
| 3.  | Neuseeland          | 5  | 2 | 1   | 0   | 2 | 15:18 | 8      |
| 4.  | Volksrepublik China | 5  | 1 | 0   | 1   | 3 | 14:21 | 4      |
| 5.  | Südafrika           | 5  | 1 | 0   | 0   | 4 | 08:19 | 3      |
| 6.  | Türkei              | 5  | 1 | 0   | 0   | 4 | 12:27 | 3      |

Abkürzungen: Pl. = Platz, Sp = Spiele, S = Siege, OTS = Siege nach Verlängerung (Overtime) oder Penaltyschießen, OTN = Niederlagen nach Verlängerung oder Penaltyschießen, N = Niederlagen

Erläuterungen: Aufsteiger in die Division IIA, Absteiger in die Division III

#### Division-IIB-Siegermannschaft
| Division-IIB-Aufsteiger Spanien | Ander Alcaine, Salvador Barnola, Adrián Betrán, Guillermo Betrán, Oriol Boronat, Juan Brabo, Alejandro Carbonell, Aaron Carretero, Patricio Fuentes, Iñigo Gaínza, Javier García Arias, Pol González, Alejandro Hernández, Juan Muñoz, Pablo Muñoz, Juan José Palacín, Pablo Puyuelo, Carlos Quevedo, Marc Ribas, Ignacio Solórzano, Adrián Ubieto, Jorge Vea Trainer: Luciano Basile |

### Auf- und Abstieg
| Absteiger in die Division IIA:  | Rumänien  |
| Aufsteiger in die Division IB:  | Estland   |
| Absteiger in die Division IIB:  | Israel    |
| Aufsteiger in die Division IIA: | Spanien   |
| Absteiger in die Division III:  | Türkei    |
| Aufsteiger in die Division IIB: | Bulgarien |

## Division III
Das Turnier der Division III wurde vom 6. bis 12. April 2014 im luxemburgischen Kockelscheuer, unweit der Hauptstadt Luxemburg, ausgetragen. Die Spiele fanden im 768 Zuschauer fassenden Patinoire de Kockelscheuer statt. Insgesamt besuchten 6.050 Zuschauer die 15 Turnierspiele.
Bulgarien gelang am abschließenden Spieltag durch einen 4:1-Sieg über die bis dato punktgleichen Nordkoreaner der direkte Wiederaufstieg in die Gruppe B der Division II. Der WM-Neuling aus Hongkong belegte mit fünf Punkten den vierten Tabellenplatz.
| 6. April 2014 12:30 Uhr (Ortszeit) | Hongkong | 2:1 n. P. (1:1, 0:0, 0:0, 0:0, 1:0) Spielbericht | Vereinigte Arabische Emirate | Patinoire de Kockelscheuer, Kockelscheuer Zuschauer: 100 |

| 6. April 2014 16:00 Uhr | Nordkorea | 22:1 (6:0, 9:0, 7:1) Spielbericht | Georgien | Patinoire de Kockelscheuer, Kockelscheuer Zuschauer: 100 |

| 6. April 2014 19:30 Uhr | Luxemburg | 5:8 (2:3, 3:3, 0:2) Spielbericht | Bulgarien | Patinoire de Kockelscheuer, Kockelscheuer Zuschauer: 800 |

| 7. April 2014 12:30 Uhr | Georgien | 0:12 (0:4, 0:3, 0:5) Spielbericht | Hongkong | Patinoire de Kockelscheuer, Kockelscheuer Zuschauer: 100 |

| 7. April 2014 16:00 Uhr | Bulgarien | 11:5 (5:3, 5:1, 1:1) Spielbericht | Vereinigte Arabische Emirate | Patinoire de Kockelscheuer, Kockelscheuer Zuschauer: 100 |

| 7. April 2014 19:30 Uhr | Nordkorea | 7:3 (4:0, 3:0, 0:3) Spielbericht | Luxemburg | Patinoire de Kockelscheuer, Kockelscheuer Zuschauer: 850 |

| 9. April 2014 12:30 Uhr | Bulgarien | 19:1 (10:0, 4:1, 5:0) Spielbericht | Georgien | Patinoire de Kockelscheuer, Kockelscheuer Zuschauer: 100 |

| 9. April 2014 16:00 Uhr | Nordkorea | 12:2 (3:2, 4:0, 5:0) Spielbericht | Hongkong | Patinoire de Kockelscheuer, Kockelscheuer Zuschauer: 100 |

| 9. April 2014 19:30 Uhr | Luxemburg | 8:1 (4:0, 4:0, 0:1) Spielbericht | Vereinigte Arabische Emirate | Patinoire de Kockelscheuer, Kockelscheuer Zuschauer: 850 |

| 11. April 2014 12:30 Uhr | Vereinigte Arabische Emirate | 1:12 (0:3, 1:4, 0:5) Spielbericht | Nordkorea | Patinoire de Kockelscheuer, Kockelscheuer Zuschauer: 100 |

| 11. April 2014 16:00 Uhr | Hongkong | 1:6 (1:1, 0:3, 0:2) Spielbericht | Bulgarien | Patinoire de Kockelscheuer, Kockelscheuer Zuschauer: 100 |

| 11. April 2014 19:30 Uhr | Georgien | 0:19 (0:7, 0:6, 0:6) Spielbericht | Luxemburg | Patinoire de Kockelscheuer, Kockelscheuer Zuschauer: 850 |

| 12. April 2014 12:30 Uhr | Bulgarien | 4:1 (0:1, 2:0, 2:0) Spielbericht | Nordkorea | Patinoire de Kockelscheuer, Kockelscheuer Zuschauer: 500 |

| 12. April 2014 16:00 Uhr | Vereinigte Arabische Emirate | 6:1 (1:0, 3:1, 2:0) Spielbericht | Georgien | Patinoire de Kockelscheuer, Kockelscheuer Zuschauer: 500 |

| 12. April 2014 19:30 Uhr | Luxemburg | 8:0 (5:0, 0:0, 3:0) Spielbericht | Hongkong | Patinoire de Kockelscheuer, Kockelscheuer Zuschauer: 900 |

| Pl. |                              | Sp | S | OTS | OTN | N | Tore  | Punkte |
| 1.  | Bulgarien                    | 5  | 5 | 0   | 0   | 0 | 48:13 | 15     |
| 2.  | Nordkorea                    | 5  | 4 | 0   | 0   | 1 | 54:11 | 12     |
| 3.  | Luxemburg                    | 5  | 3 | 0   | 0   | 2 | 43:16 | 9      |
| 4.  | Hongkong                     | 5  | 1 | 1   | 0   | 3 | 17:27 | 5      |
| 5.  | Vereinigte Arabische Emirate | 5  | 1 | 0   | 1   | 3 | 14:34 | 4      |
| 6.  | Georgien                     | 5  | 0 | 0   | 0   | 5 | 03:78 | 0      |

Abkürzungen: Pl. = Platz, Sp = Spiele, S = Siege, OTS = Siege nach Verlängerung (Overtime) oder Penaltyschießen, OTN = Niederlagen nach Verlängerung oder Penaltyschießen, N = Niederlagen

Erläuterungen: Aufsteiger in die Division IIB

### Division-III-Siegermannschaft
| Division-III-Aufsteiger Bulgarien | Martin Bojadschiew, Nikolaj Boschanow, Iwan Chodulow, Rossen Christow, Dimitar Dimitrow, Maksim Eftimow, Janaki Gatschew, Tomislaw Georgiew, Alexej Jotow, Konstantin Michailow, Petar Michow, Krassimir Monow, Stanislaw Muchatschew, Martin Nikolow, Aleksandar Panew sen., Aleksandar Panew jun., Radoswet Petrow, Bogdan Stefanow, Aleksandar Wassilew, Iwan Welew Trainer: Kiril Chodulow |

### Auf- und Abstieg
| Absteiger in die Division III:  | Türkei    |
| Aufsteiger in die Division IIB: | Bulgarien |